# Diploderma kangdingense
Diploderma kangdingense — вид ігуаноподібних ящірок родини агамових (Agamidae). Ендемік Китаю. Описаний у 2022 році.

## Поширення і екологія
Diploderma kangdingense мешкають в долині річки Ялунцзян та її притоки Ліцю на території повіта Яцзян і міста Кандін, у Мулі-Тибетському автономному повіті в горах Шалулішань на заході провінції Сичуань. Вони живуть на узліссях хвойних і широколистяних лісів, в кущах та серед каміння. Зустрічаються на висоті від 2409 до 2432 м над рівнем моря.